# Grupo Rex
Grupo Rex foi um conjunto artístico criado em São Paulo, Brasil, no final da década de 1960. Era formado por Geraldo de Barros, Waldemar Cordeiro, Nelson Leirner, Wesley Duke Lee, José Resende, Carlos Fajardo e Frederico Nasser. Com projetos de criação coletiva, através de performances, obras públicas e a ruptura dos espaços de exposição, a abordagem do grupo estava muito ligada ao movimento da Nova Figuração e às tendências da Pop Art. Seus integrantes contavam com a galeria Rex & Sons para exposições e com o periódico Rex Time, em que criticavam o sistema de arte vigente.